# Jasgulemkette

Jasgulemkette (engl. Yazgoulem) im Süden des Pamir

Die Jasgulemkette (russisch Язгулемский хребет) ist ein Gebirgszug in der autonomen Provinz Berg-Badachschan in Tadschikistan im westlichen Pamir.
Die Jasgulemkette bildet die Wasserscheide zwischen dem Fluss Jasgulem im Norden und dem Bartang im Süden. Der Gebirgszug hat eine Länge von 170 km. Die durchschnittliche Höhe liegt zwischen 4500 und 6000 m. Die höchste Erhebung bildet der 6940 m (nach anderen Quellen 6974 m) hohe Qullai Istiqlol (Pik Unabhängigkeit; früher Pik Revolution und Dreispitz). Ein weiterer hoher Gipfel in der Jasgulemkette ist der Pik Fikker (6718 m). Nach Norden hin erstreckt sich der Fedtschenko-Gletscher. Im Zentralteil der Gebirgskette liegt der Gipfel Qullai Vudor (6132 m, ⊙). Die Gletscherfläche beträgt ungefähr 630 km².

## Berge (Auswahl)
- Qullai Istiqlol (Pik Revolution), 6974 m
- Pik 26 Bakinskich Komissarow („Gipfel der 26 Baku-Kommissare“), 6834 m
- Pik Fikker, 6718 m
- Pik Parischskaja Kommuna („Gipfel der Pariser Kommune“), 6354 m
- Wyssokaja Stena („Hohe Wand“), 6301 m
- Qullai Vudor, 6132 m
- Pik Khafraz, 6128 m